# Podarcis hispanicus sebastiani
La lagartija ibérica de San Sebastián o lagartija de la isla de Santa Clara (Podarcis hispanicus sebastiani) es una subespecie endémica que difiere de la lagartija ibérica común (Podarcis hispanicus) y únicamente se localiza en la isla de Santa Clara, y en el monte Urgull, en la ciudad de San Sebastián. Esto hace que sea una subespecie única y la convierten en el único vertebrado exclusivo del País Vasco.
El aislamiento geográfico y  la ausencia de otros saurios competidores ha propiciado el desarrollo de ciertas diferencias con la lagartija ibérica. La más visible es su tamaño mayor. Además tiene un número diferente de escamas gulares y dorsales, así como de poros femorales y lamelas subdigitales. En su diseño, presenta diversos rasgos poco frecuentes como puntos dispuestos de manera irregular por toda su región gular y posee ocelos irregulares en sus escamas ventrales exteriores.

## Descripción
La mayoría de lagartijas presentan un color de fondo críptico con el hábitat rocoso oscuro que ocupan. El dorso de los ejemplares adultos es pardo o verde oscuro, repleto de manchas tanto reticulares como en hileras generalmente discontinuas.
Las hembras se caracterizan por tener los flancos dibujados con bandas lisas o con algunas manchas oscuras y dos series de franjas en tonos más claros.
El colorido de la sección ventral es más intenso. La mayoría de machos adultos presentan un color rojizo con punteados visibles en la garganta mientras que en las hembras manifiestan un punteado gular y un color beige.

## Hábitat
Ocupa zonas rocosas, áreas de arbusto de zarzamora (Rubus sp.), zonas de césped (Brachypodium sp.), tapias o construcciones humanas.
La flora de la isla de Santa Clara y del monte Urgull es muy variada y se puede encontrar esta especie en cualquier lugar de los mismos.

## Amenazas
A pesar de no padecer amenazas concretas, se dan las derivadas por la vulnerabilidad de su restringida área así como el incremento año tras año de visitantes, especialmente y en verano, a la isla de Santa Clara.
En el caso de la población de Urgull, compite con la lagartija de las Pitiusas (Podarcis_pityusensis sp.) que fue introducida hace años.

## Medidas de conservación y protección
Tiene la protección del hábitat, por el Ministerio de Medio Ambiente.
Además, los enclaves en los que se encuentra son espacios naturales protegidos.